# Blonde Dolly (film)
Blonde Dolly is een Nederlandse film uit 1987 van regisseur Gerrit van Elst met in de hoofdrollen Hilde Van Mieghem en Peter Tuinman.
Het scenario van de film is gebaseerd op de nooit opgeloste moord op de Haagse prostituee Sebilla Alida Johanna Niemans, bijgenaamd Blonde Dolly in 1959. De kritiek was negatief over de film, die een matig succes was in de bioscopen.
De soundtrack (My Second Skin 28e plaats/ 24 weken in de Top 40) werd gezongen door Cherry Wijdenbosch.

## Verhaal
Prostituee Blonde Dolly heeft verschillende gezichten. Soms is ze een raamprostituee in de Haagse rosse buurt, dan weer een duur model, een callgirl en een kunstenares.
Haar vele gezichten obsederen de directeur van het Haagse Gemeentemuseum, Eddy Cremer. Hij bespioneert haar en wordt verliefd. De liefde is wederzijds en Dolly maakt zelfs kennis met de vrouw van Eddy. De laatste schildert een portret van Dolly waarop ze staat afgebeeld als een femme fatale met vele gezichten. Het schilderij wordt vervolgens door Dolly verbrand.
Eddy stelt voor om naar Parijs te gaan. Hij is een kenner van schilderijen en weet valse van echte exemplaren te onderscheiden. In de Franse hoofdstad is zijn oog gevallen op een schilderij van Johannes Vermeer dat hij wil kopen. Dolly wordt medefinancier van de koop, maar dan blijkt het schilderij toch vals. Er ontstaat nu een verwijdering tussen Dolly en Eddy.
Als Dolly terug is in Den Haag zet ze haar oude leventje voort, maar merkt ze wel dat haar vertrouwde buurt een stuk onrustiger is geworden. Niet lang daarna wordt ze vermoord in haar huis. De politie doet een onderzoek en verhoort alle bekende klanten van Dolly, maar iedereen heeft een alibi. De politie ontdekt vervolgens ook de meer verborgen kanten van Dolly en haar kennissen en haar klanten in hooggeplaatste kringen. Maar ook verder onderzoek levert niets op en de zaak blijft onopgelost.

## Rolverdeling
| Acteur              | Personage       |
| ------------------- | --------------- |
| Hilde Van Mieghem   | Blonde Dolly    |
| Peter Tuinman       | Eddy Cremmer    |
| Fred Vaassen        | Vaclav          |
| Adrian Brine        | Baron Tuft      |
| Piet Kamerman       | Debrie          |
| Con Meijer          | Adje            |
| Wilbert Gieske      | Karel           |
| Astrid Seriese      | Loan Cremer     |
| Marieke van der Pol | Mariethe        |
| Herbert Flack       | Ambassadeur     |
| Priscella Visser    | Anita           |
| Celia Nufaar        | Moeder          |
| Suzanne Colin       | Galeriehoudster |
| Stef Feld           | Fietser         |

## Achtergrond

### De feiten
Sebilla Niemans, geboren op 27 september 1927, was in de jaren veertig en vijftig van de twintigste eeuw onder de bijnaam 'Blonde Dolly' een bekende prostituee in Den Haag. Toen ze op 2 november 1959 vermoord op bed werd gevonden, ging er een schok door Nederland. Het werd bekend dat Dolly ook klanten had in betere kringen waar ze ook werkte als model en voordrachtskunstenares. Ze had onroerend goed in bezit en in haar huis werd later een groot bedrag aan gouden tientjes gevonden.
Het gerucht deed de ronde dat Dolly een blauwe agenda bezat met namen van hooggeplaatste personen die klant bij haar waren. Dit bleek later niet zo te zijn, er was wel een blauwe agenda maar daar stond niets bijzonders in. Ondanks dat de politie veel personen verhoorde en uitgebreid onderzoek deed, liep de zaak vast en verjaarde in 1977. Het dossier werd toen gesloten en de zaak is nooit opgelost.

### De fictie
Er waren zeven verschillende scenarioversies nodig voordat er eindelijk een versie was waar producent en regisseur mee verder konden. Probleem was dat er over de moord eigenlijk weinig bekend was. Verhoren en dossiers over de moord op Blonde Dolly waren in 1986 nog niet vrijgegeven. Ook was er nooit een dader gevonden. Dit betekende dat de schrijvers hun fantasie konden gebruiken. Zij creëerden een psychologisch drama rond de prostituee Blonde Dolly, die echt heeft bestaan, en de fictieve Eddy Cremer. Met name het feit dat zowel het leven als de dood van Dolly omgeven waren met mysteries gaven de schrijvers de vrijheid om te speculeren. De vermeende contacten van Blonde Dolly met hooggeplaatste figuren in de Nederlandse samenleving gaven weer een pikant tintje aan het script. Maar het blijft fictie. De film is geen reconstructie van de moordzaak, maar meer een fictief verhaal gebaseerd op een echt gebeurde moord.

## Productie
De audities voor de film verliepen moeizaam. Enkele dagen voordat de draaidagen van start gingen, was er nog steeds niemand voor de titelrol gekozen. Actrices als Renée Soutendijk en Liz Snoyink werden benaderd voor de rol, maar toonden geen interesse. Uiteindelijk werd de Belgische actrice Hilde Van Mieghem uitverkoren. De film was een worsteling voor regisseur Jonne Severijn die uiteindelijk werd vervangen door zijn assistent-regisseur Gerrit van Elst. Opnamen vonden plaats in Den Haag in het najaar van 1986.